# Walter Brooke
Walter Brooke, nato Gustav William Tweer Jr. (New York, 23 ottobre 1914 – Los Angeles, 20 agosto 1986), è stato un attore statunitense.

## Filmografia parziale

### Cinema
- La storia del generale Custer (They Died with Their Boots On), regia di Raoul Walsh (1941) - non accreditato
- Sesta colonna (All Through the Night), regia di Vincent Sherman (1942) - non accreditato
- L'uomo questo dominatore (The Male Animal), regia di Elliott Nugent (1942) - non accreditato
- In questa nostra vita (In This Our Life), regia di John Huston (1942) - non accreditato
- Ribalta di gloria (Yankee Doodle Dandy), regia di Michael Curtiz (1942) - non accreditato
- L'avventura impossibile (Desperate Journey), regia di Raoul Walsh (1942) - non accreditato
- La stirpe di Caino (C-Man), regia di Joseph Lerner (1949) - non accreditato
- La conquista dello spazio (Conquest of Space), regia di Byron Haskin (1955)
- Il meraviglioso mondo dei fratelli Grimm (The Wonderful World of the Brothers Grimm), regia di Henry Levin (1962)
- Il laureato (The Graduate), regia di Mike Nichols (1967)
- Il sergente Ryker (Sergeant Ryker), regia di Buzz Kulik (1968)
- Appuntamento sotto il letto (Yours, Mine and Ours), regia di Melville Shavelson (1968)
- Uffa papà quanto rompi! (How Sweet It Is!), regia di Jerry Paris (1968)
- Minuto per minuto senza respiro (Daddy's Gone A-Hunting), regia di Mark Robson (1969)
- Abbandonati nello spazio (Marooned), regia di John Sturges (1969)
- Il padrone di casa (The Landlord), regia di Hal Ashby (1970)
- Tora! Tora! Tora!, registi vari (1970)
- Io sono la legge (Lawman), regia di Michael Winner (1971)
- Un piccolo indiano (One Little Indian), regia di Bernard McEveety (1973)
- Azione esecutiva (Executive Action), regia di David Miller (1973)
- Una finestra sul cielo (The Other Side of the Mountain), regia di Larry Peerce (1975)
- Senza capo d'accusa (Framed), regia di Phil Karlson (1975)
- Il fantabus (The Big Bus), regia di James Frawley (1976)
- Candidato all'obitorio (St. Ives), regia di J. Lee Thompson (1976)
- Non rubare... se non è strettamente necessario (Fun with Dick and Jane), regia di Ted Kotcheff (1977)
- Black Sunday, regia di John Frankenheimer (1977)
- I mastini del Dallas (North Dallas Forty), regia di Ted Kotcheff (1979)
- The Nude Bomb, regia di Clive Donner (1980)
- Per strade diverse (Separate Ways), regia di Howard Avedis (1981)
- Doppio taglio (Jagged Edge), regia di Richard Marquand (1985)

### Televisione
- The Clock – serie TV (1950)
- One Man's Family – serie TV (1950)
- The Philco Television Playhouse – serie TV (1950-1951)
- Pulitzer Prize Playhouse – serie TV (1950-1952)
- Three Steps to Heaven – serie TV (1953-1954)
- Modern Romances – serie TV (1955)
- Armstrong Circle Theatre – serie TV (1952-1957)
- The Big Story – serie TV (1952-1959)
- Ai confini della realtà (The Twilight Zone) – serie TV (1961-1963)
- Bus Stop – serie TV, episodio 1x26 (1962)
- Ripcord – serie TV, episodio 1x23 (1962)
- Sotto accusa (Arrest and Trial) – serie TV, episodio 1x14 (1963)
- La grande avventura (The Great Adventure) – serie TV, episodi 1x10-1x13 (1963-1964)
- The Crisis (Kraft Suspense Theatre) – serie TV (1963-1964)
- Un equipaggio tutto matto (McHale's Navy) – serie TV (1963-1964)
- The Young Marrieds – serie TV (1964)
- The Greatest Show on Earth – serie TV, episodio 1x22 (1964)
- Il fuggiasco (The Fugitive) – serie TV (1964-1965)
- Perry Mason – serie TV (1963-1965)
- Mr. Novak – serie TV, episodi 2x22-2x27 (1965)
- I Mostri – serie TV, episodio 1x38 (1965)
- Il Calabrone Verde (The Green Hornet) – serie TV (1966-1967)
- Il tempo della nostra vita (Days of Our Lives) – soap opera (1966-1967)
- I giorni di Bryan (Run for Your Life) – serie TV (1965-1968)
- Selvaggio west (The Wild Wild West) – serie TV (1967-1968)
- Sui sentieri del West (The Outcasts) – serie TV, episodio 1x07 (1968)
- Ai confini dell'Arizona (The High Chaparral) – serie TV (1968-1969)
- Al banco della difesa (Judd for the Defense) – serie TV (1968-1969)
- Death Valley Days – serie TV (1963-1970)
- Bonanza – serie TV (1964-1970)
- The Bold Ones: The Lawyers – serie TV (1969-1971)
- The Outsider – serie TV, episodio 1x15 (1969)
- Giovani avvocati (The Young Lawyers) – serie TV, episodio 1x01 (1970)
- Difesa a oltranza (Owen Marshall: Counselor at Law) – serie TV (1971-1974)
- Mannix – serie TV (1968-1974)
- Clandestino per la luna – film TV (1975)
- Le strade di San Francisco (The Streets of San Francisco) – serie TV (1973-1976)
- I viaggiatori del tempo – film TV (1976)
- Delitto di notte – film TV (1976)
- L'uomo da sei milioni di dollari (The Six Million Dollar Man) – serie TV (1974-1977)
- Una famiglia americana (The Waltons) – serie TV (1976-1978)
- Le nuove avventure di Heidi – film TV (1978)
- Agenzia Rockford (The Rockford Files) – serie TV (1974-1979)
- Insight – serie TV (1966-1979)
- Donne allo specchio – film TV (1979)
- La valle dell'Eden – miniserie TV (1981)
- L'incredibile Hulk (The Incredible Hulk) – serie TV (1980-1981)
- La casa nella prateria (Little House on the Prairie) – serie TV, episodi 3x03-9x07 (1976-1982)
- I ribelli dell'acqua – film TV (1983)
- Quincy (Quincy, M.E.) – serie TV (1978-1983)
- A-Team (The A-Team) – serie TV (1983)
- Falcon Crest – serie TV (1984)
- L'onore della famiglia (Our Family Honor) – serie TV (1985)

## Doppiatori italiani
Nelle versioni in italiano delle opere in cui ha recitato, Walter Brooke è stato doppiato da:
- Bruno Persa ne Il laureato
- Cesare Barbetti in Appuntamento sotto il letto
- Massimo Foschi in Io sono la legge
- Gianni Marzocchi in Starsky & Hutch
- Sergio Fiorentini in Charlie's Angels (ep. 3x19)
- Sergio Rossi in Charlie's Angels (ep. 4x04)
- Mario Mastria in Doppio taglio
- Carlo Reali ne Il calabrone verde (doppiaggio tardivo)
- Romano Malaspina ne La conquista dello spazio (ridoppiaggio)